# Ophryacus undulatus
Ophryacus undulatus är en ormart som beskrevs av Jan 1859. Ophryacus undulatus ingår i släktet Ophryacus och familjen huggormar. IUCN kategoriserar arten globalt som sårbar. Inga underarter finns listade i Catalogue of Life.
Arten förekommer i bergstrakter i södra Mexiko. Den lever i regioner som ligger 1800 till 2800 meter över havet. Habitatet utgörs av lövskogar, blandskogar och molnskogar. Ophryacus undulatus besöker även jordbruksmark. Honor lägger inga ägg utan föder levande ungar.